# Salihorsk
Salihorsk (in bielorusso Салігорск?; in russo Солигорск?, Soligorsk) è un'importante città mineraria della voblasc' di Minsk.

## Storia
La città è uno dei più nuovi insediamenti previsti dalla Bielorussia, la sua costruzione è iniziata nel 1958.
Al 1º gennaio 1964 la città aveva già più di 18 000 abitanti, e nel maggio 1963 Soligorsk ha guadagnato lo status di città.

## Geografia fisica
Per popolazione è la terza città del voblasc' dopo la capitale e Barysaŭ.
Si trova a circa 150 km a sud di Minsk sulla strada statale R23. Piuttosto vicina a Salihorsk (a circa 30 km), sorge la cittadina (di circa 62 000 abitanti) di Slutsk.

## Economia

### Kalij (zona mineraria)
La città sorge su di un lago artificiale, alimentato dal fiume Slutsk. Le miniere si trovano poco distante la città, in un'area chiamata Kalij, che si estende fin quasi alla vicino centro di Ljuban.

## Sport
Il fatto di essere città mineraria è riscontrabile anche nel nome delle locali squadra sportive: lo Šachcër Salihorsk (calcio) e l'HK Shakhtar Soligorsk (hockey su ghiaccio).